# Teenage Mutant Ninja Turtles: Turtles in Time
Teenage Mutant Ninja Turtles: Turtles in Time, publicado como Teenage Mutant Hero Turtles IV: Turtles in Time en Europa, es un videojuego de Konami publicado, originalmente como arcade, el 18 de septiembre de 1991. Se trata de un juego de tipo Yo contra el barrio basado principalmente en la serie de televisión de 1987 de las Teenage Mutant Ninja Turtles y presentado como secuela del videojuego, también para arcade, titulado Teenage Mutant Ninja Turtles. Es considerado, como uno de los mejores videojuegos Beat'em Up, tanto la versión Arcade, como la versión de Super Nintendo.
Como dato adicional, la compañía Sega, para su consola de 16 bits, la Sega Genesis, lanzó en ese mismo año, el videojuego Teenage Mutant Ninja Turtles: The Hyperstone Heist, cuya jugabilidad es idéntica al Turtles in Time, aunque con ciertas limitantes. La trama es similar, aunque en este juego, las tortugas no viajan en el tiempo.

## Sinopsis
Mientras April O'Neil realizaba un reportaje en la ciudad de Nueva York, Shredder (junto con Krang) roba la estatua de la libertad, mientras es televisado. El maestro Splinter ordena a las tortugas ninja a recuperarla. Cuando llegan al Technodrome (la versión de Arcade, cambia la trama), descubren que Shredder tiene una máquina del tiempo, el cual, envía a las tortugas a diferentes etapas de la historia, peleando contra los secuaces de Shredder para recuperar la estatua.

## Jugabilidad
Es un juego de plataformas de desplazamiento lateral, el jugador puede usar a uno de los cuatro hermanos Ninjas Leonardo, Raphael, Michelangelo y Donatello, (aunque se puede jugar con los cuatro en la versión de Arcade), cada hermano Ninja tiene su propia arma de combate, los enemigos son normalmente los ninjas del pie de Shredder y soldados de piedra con diferentes armas del Krang, son los enemigos básicos del juego por lo que no presentan muchos problemas; sin embargo, cada ninja del pie representa un color y un arma distinta.
Las cuatro tortugas ninjas pueden saltar y da una patada en el aire, embestir y lanzar a los enemigos, también hay niveles en los que las tortugas deben utilizar una tabla voladora para pasar en un ambiente diferente enfrentándose a enemigos.
También viajan por diferentes épocas del tiempo, en donde al llegar al final se debe derrotar un "jefe" el cual debes vencer para ir al siguiente mundo.
El juego tiene una duración promedio de historia de 1 hora con 15 minutos y un total de 2 horas con 52 minutos si se contabilizan las misiones extra.

## Cambios en la versión de Super NES
Aunque este juego es más conocido por su versión de juego de Super Nintendo, en realidad salió primero en Arcade. En la versión de Super Nintendo hay varias diferencias radicales entre la versión original (Arcade) y hay cosas que no existen en la versión de Arcade:
- En la versión de SNES, los jefes tienen ahora un medidor de vida, en la versión de Arcade no tiene.
- En la versión de SNES aparece el Rey Rata como un "jefe" en el nivel 3 de surf. En la versión de Arcade no aparece.
- En la versión de SNES, se agregó un nivel adicional titulado:Tecnodrome Let's Kick Shell. Al llegar a este nivel, las tortugas entran al Technodrome a derrotar a Shredder pero son teletransportados al Tiempo. Este nivel está basado en el nivel final, por lo cual este nivel no existe en la versión de Arcade, ya que en esa versión las Tortugas son teletransportadas al tiempo en el nivel 3.
- En el nivel adicional mencionado, aparecen Tokka y Rahzar como "semi-jefes". En la versión de arcade, son los jefes en el nivel de Piratas.
- En ese nivel adicional hay una batalla con Shredder, en la que él está en una cabina de ametralladoras (a espaldas del jugador), disparándole al jugador y para vencerle tienes que lanzarle hacia delante a sus ninjas del pie para vencerle.
- En la versión de SNES, en el nivel de la Prehistória, Slash la tortuga ninja malvada, sustituye al extraño monstruo de cemento que aparecen en este nivel en la versión de Arcade.
- En la versión de SNES, Bebop y Rocksteady aparecen como jefes en el nivel de piratas, mientras que, en la versión de Arcade, no existen. Esto generó muchísima controversia, ya que ellos son los secuaces más conocidos de Shredder. A pesar de la confusión, Konami jamás dio una explicación acerca de este suceso.